# Guy Fréquelin
Guy Fréquelin (Langres, Francia, 2 de abril de 1945) es un piloto de rallyes y jefe de equipo del Citroën World Rally Team. Fue subcampeón del mundo de rally en 1981 como piloto, campeón de Francia de rally en tres ocasiones y logró tres títulos de piloto y tres de constructores al frente de Citroën Sport.

## Trayectoria

### Piloto
Comenzó como copiloto de rallyes en 1966 pero pronto se cambió a piloto, compitiendo tanto en rallyes como montaña y circuitos. Dos años más tarde se convertiría en campeón de Francia de circuitos con un Renault 8 Gordini y en 1975 ganaría el Campeonato de Francia de Rally con un Alfa Romeo de grupo 1. Posteriormente volvería a ganar el campeonato francés en 1977, 1983 y 1985 con Renault. Las participaciones en el mundial eran puntuales hasta que ficha por Talbot en 1980 donde lograría dos podios y su compañero de equipo un desconocido Henri Toivonen, lograría la victoria en el Rally de Gran Bretaña.
La temporada 1981 resultaría la mejor de su carrera como piloto. Junto a Jean Todt como copiloto, subiría a la segunda plaza en Montecarlo, Corcega y lograría la única victoria de su carrera en el mundial, en el Rally de Argentina. En la última prueba del año, en Gran Bretaña, lucharía por el título hasta que un accidente lo obligó a retirarse concediéndole el campeonato al finlandés Ari Vatanen. Con todo el subcampeonato sería el mejor resultado de un francés en el mundial hasta que Didier Auriol ganase el título en 1994.
Una vez Talbot abandonó el programa en el mundial, Frequelin fichó por Opel hasta el final de su carrera como piloto en 1987.

### Jefe de equipo
En 1989 fue nombrado jefe de Citroën Sport. La marca francesa competiría en diferentes modalidades como raid, competiciones nacionales, hasta el salto definitivo al mundial a finales de los años 90. Como jefe de equipo del Citroën World Rally Team entre 2001 y 2007, conseguiría tres títulos de pilotos y tres de constructores, gracias en gran parte al fichaje del francés Sebastien Loeb. En 2008 le sustituyó Olivier Quesnel al frente del equipo.

## Resultados

### Campeonato Mundial de Rally
| 1973    | Guy Fréquelin            | Audi 80                | FRA Ret |         |         |         |       |       |       |         |       |         | -   | -  |
| 1974    | Guy Fréquelin            | Alfa Romeo Alfetta     | FRA 10  |         |         |         |       |       |       |         |       |         | -   | -  |
| 1975    | Guy Fréquelin            | Alfa Romeo 2000GTV     | MON 8   |         |         |         |       |       |       |         |       |         | -   | -  |
| 1976    | Guy Fréquelin            | Porsche 911            | MON 7   |         |         |         |       |       |       |         |       |         | -   | -  |
| 1976    | Guy Fréquelin            | Opel Kadett GT/E       |         | FRA Ret |         |         |       |       |       |         |       |         | -   | -  |
| 1977    | Guy Fréquelin            | Alpine-Renault A310 V6 | MON Ret |         |         |         |       |       |       |         |       |         | -   | -  |
| 1977    | Renault Elf Calberson    | Renault 5 Alpine       |         | ITA Ret |         |         |       |       |       |         |       |         | -   | -  |
| 1978    | Renault Elf Calberson    | Renault 5 Alpine       | MON 3   | IVK 5   |         |         |       |       |       |         |       |         | -   | -  |
| 1979    | Renault Elf Calberson    | Renault 5 Alpine       | MON 8   |         |         |         |       |       |       |         |       |         | 54º | 3  |
| 1980    | Talbot Sport             | Talbot Sunbeam Lotus   | MON Ret |         |         |         |       |       |       |         |       |         | 8   | 34 |
| 1980    | Talbot Cars GB           | Talbot Sunbeam Lotus   |         | POR 3   | SRM 4   |         | GBR 3 |       |       |         |       |         | 8   | 34 |
| 1980    | Talbot France            | Talbot Sunbeam Lotus   |         |         |         | FRA Ret |       |       |       |         |       |         | 8   | 34 |
| 1981    | Talbot                   | Talbot Sunbeam Lotus   | MON 2   | POR 6   |         | FRA 2   | GRE 4 | ARG 1 | BRA 2 | SRM Ret |       | GBR Ret | 2º  | 89 |
| 1981    | Marshalls                | Peugeot 504 V6 Coupé   |         |         | KEN Ret |         |       |       |       |         |       |         | 2º  | 89 |
| 1981    | Sari Peugeot             | Peugeot 504 V6 Coupé   |         |         |         |         |       |       |       |         | CDM 5 |         | 2º  | 89 |
| 1982    | Alméras / Esso           | Porsche 911 SC         | MON 4   | FRA 6   |         |         |       |       |       |         |       |         | 12º | 16 |
| 1982    | Peugeot Talbot Sport     | Talbot Sunbeam Lotus   |         |         | GBR 11  |         |       |       |       |         |       |         | 12º | 16 |
| 1983    | Rothmans Opel Rally Team | Opel Ascona 400        | MON Ret |         |         |         |       |       |       |         |       |         | -   | 0  |
| 1983    | Rothmans Opel Rally Team | Opel Manta 400         |         | FRA Ret |         |         |       |       |       |         |       |         | -   | 0  |
| 1984    | Opel Euro Team           | Opel Manta 400         | KEN Ret | FRA 9   |         |         |       |       |       |         |       |         | 55º | 2  |
| 1985    | Opel Euro Team           | Opel Manta 400         | FRA Ret |         |         |         |       |       |       |         |       |         | -   | 0  |
| 1987    | GM Euro Sport            | Opel Kadett GSI        | FRA Ret | ITA 6   |         |         |       |       |       |         |       |         | 44º | 6  |
| Fuente: |                          |                        |         |         |         |         |       |       |       |         |       |         |     |    |

### Rally Dakar
| Año     | Categoría | Vehículo | Copiloto             | Posición | Etapas |
| ------- | --------- | -------- | -------------------- | -------- | ------ |
| 1989    | Coches    | Peugeot  | Jean-Claude Morellet | 4.º      | 2      |
| Fuente: |           |          |                      |          |        |